# Dimitri Agrafiotis
Dimitri Agrafiotis auch Dimitris Agrafiotis (griechisch Δημήτρης Αγραφιώτης, * 17. März 1932 in Athen) ist ein griechischer Dirigent, Violinist und Komponist. Er ist der Vater des Komponisten und Dirigenten Alexis Agrafiotis.

## Leben und Werk
Ab seinem 10. Lebensjahr studierte Dimitri Agrafiotis Violine in Thessaloniki. Zu Ende des Zweiten Weltkriegs kehrte er mit seiner Familie nach Athen zurück, wo er neben einem Geigenstudium ein Musiktheoriestudium am griechischen Konservatorium unter der Leitung von Marios Varvoglis begann. Anschließend studierte er am Athener Konservatorium bei Joseph Bustidui (Violine) und Philoktitis Iconomidis (Theorie). Sein Kompositionsdiplom absolvierte er bei Giannis Papaioannou. Von 1960 bis 1962 setzte Dimitri Agrafiotis seine Studien an der Münchener Musikhochschule unter anderem bei Gotthold Ephraim Lessing (Dirigieren) und Günter Bialas (Komposition) fort. Anschließend studierte er drei Jahre von 1962 bis 1965 am Salzburger Mozarteum bei Hermann Scherchen und Gerhard Wimberger Dirigat. Von 1964 bis 1968 wirkte Dimitri Agrafiotis als Assistent von Bernhard Paumgartner an der Salzburger Camerata Academica, während er weiterhin Komposition bei Cesar Bresgen studierte. 1965 präsentierte er seine erste vollendete Komposition, die drei dodekaphonischen Lieder zu Versen von Giorgos Seferis. Zudem nahm er an den internationalen Dirigentenkursen von Herbert von Karajan in Berlin teil.
1968 wechselte Dimitri Agrafiotis als Chefdirigent zur Württembergischen Philharmonie Reutlingen und wirkte hier bis 1978. In diesen studentenbewegten Jahren gab es beispielsweise bei einem Konzert 1969 in Tübingen Proteste und Störversuche. Die „Schwäbischen Symphoniker“ (so der damalige Orchestername) spielten unter Dimitri Agrafiotis unbeirrt weiter, „auch wenn die Studenten draußen mit der »Internationale« einen musikalischen Kontrapunkt zu setzen versuchten.“ Agrafiotis erläuterte seine ureigene kritische Position: Er habe versucht, „die Disziplin nicht durch Angst vor dem Chef zu erzeugen, sondern durch Respekt gegenüber der künstlerischen Fähigkeit“. Dimitri Agrafiotis setzte in Reutlingen entscheidende musikalische Impulse: 1969 rief er die Kinderkonzerte ins Leben. Er förderte die Neuaufnahme des Zyklus Musica Nova. Er begann eine Konzertreihe für ältere Mitbürger und belebte die Schüler- und Jugendkonzerte neu. Zudem gab er internationale Kurse in Orchesterdirigat unter anderem in Straßburg, Salzburg, Worms.
Seit den 1970er Jahren trat Dimitri Agrafiotis oft als Gastdirigent bei führenden griechischen Orchestern auf. Außerhalb Griechenlands popularisierte er die moderne, akademische, griechische Musik, indem er Werke von Nikos Skalkottas, Iannis Xenakis, Mikis Theodorakis und anderen Komponisten mit Orchestern aus verschiedenen Ländern aufführte. Von 1993 bis 1999 leitete er das Sinfonieorchester Thessaloniki. Von 1991 bis 1994 lehrte er Harmonielehre an der Universität Athen.
Dimitri Agrafiotis lebt jetzt dauerhaft in Athen und setzt seine künstlerisch-musikalische Arbeit in Griechenland und im Ausland fort. Er wurde für seine Orchesterarbeit vom Staatsorchester Thessaloniki mit dem A-Preis für Komposition ausgezeichnet. Die Stadt Reutlingen ehrte ihn mit der List-Medaille in Gold für seine reiche musikalische Tätigkeit.

## Diskographie
- Karl Michael Komma: Klavierkonzert Nr. 1 (1957) und Nr. 2 (1982), Signale für großes Orchester (1972). Württembergische Philharmonie Reutlingen, Dirigent bei Nr. 2: Samuel Friedmann, Solist: Karl Michael Komma, Cadenza CAD 800880.